# L'Affiche rouge
L'Affiche rouge és el títol d'una cançó de Léo Ferré feta a partir de poema de Louis Aragon Strophes pour se souvenir escrit el 1955 en homenatge als 23 resistents del grup Manouchian executats per l'afer de l'Affiche rouge. Aquest poema va ser escrit per la inauguració del carrer del "Groupe Manouchian", situat al districte 20 de París. Per escriure el poema, Aragon es va inspirar en l'última carta que Missak Manouchian va escriure a la seva dona abans que de ser afusellat. Fou publicat l'any 1956 dins de le Roman inachevé.
La cançó de Leó Ferré va ser enregistrada en l'àlbum que Ferré dedica al poeta: Léo Ferré chante Aragon (1961).
L'Affiche rouge ha estat interpretada per Catherine Sauvage, Isabelle Aubret, Leny Escudero, Manu Lann Huel, Marc Ogeret, Monique Morelli.
Xavier Ribalta en té una versió en català: El cartell vermell.